# Willem Cornelis Treurniet

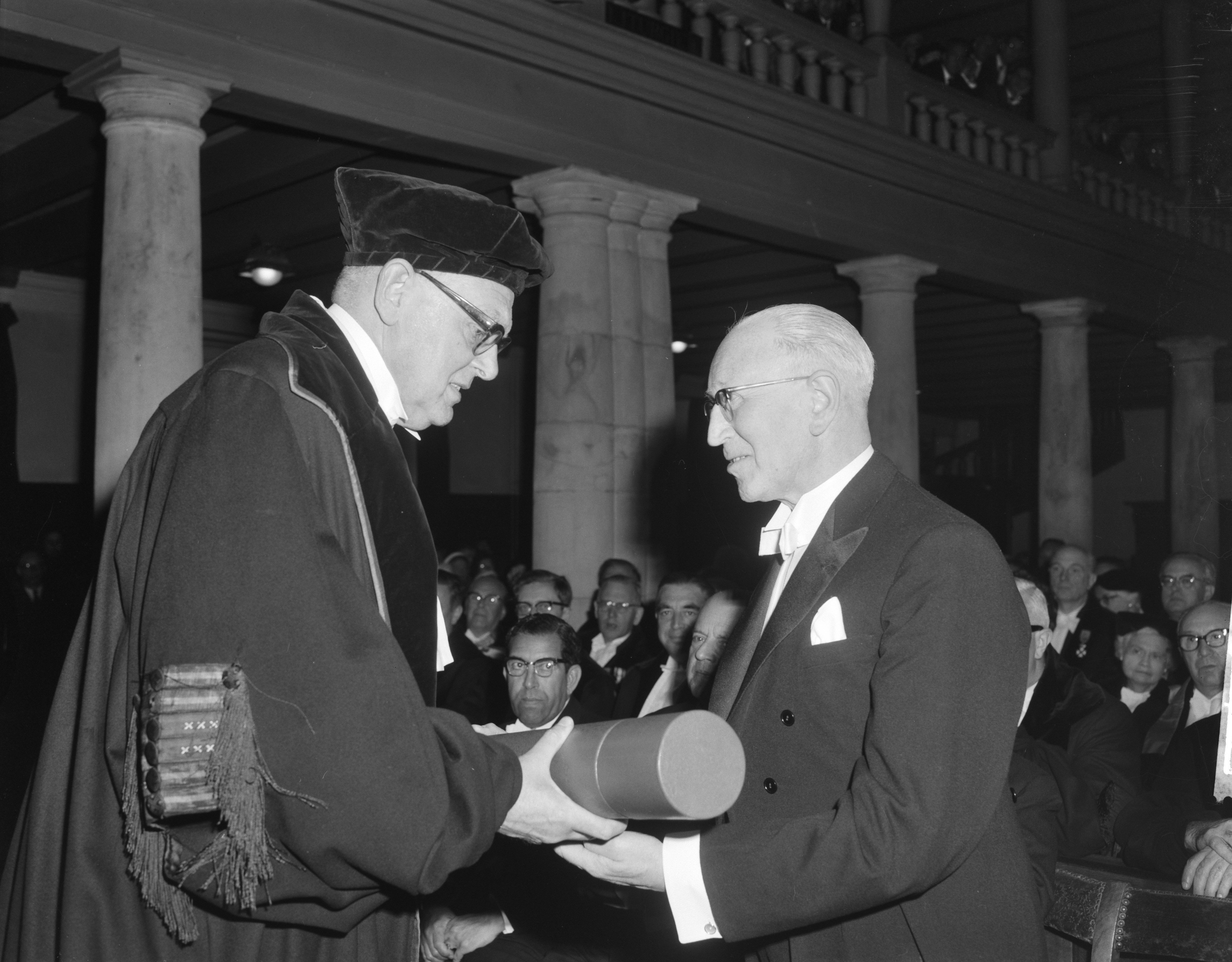
W.C. Treurniet ontvangt een eredoctoraat van de Universiteit van Amsterdam.

Willem Cornelis Treurniet (Rotterdam, 5 januari 1897 – Breda, 1 november 1979) was een Nederlandse jurist.

## Loopbaan
Treurniet was van 1934 tot 1967 notaris te Rotterdam. Hij kreeg op 28 mei 1962 als eerste Nederlandse notaris een eredoctoraat van de Universiteit van Amsterdam., 
Treurniet promoveerde aan de Universiteit van Amsterdam bij Adriaan Pitlo.  